# Nemotelus megarhynchus
Nemotelus megarhynchus är en tvåvingeart som beskrevs av Pleske 1937. Nemotelus megarhynchus ingår i släktet Nemotelus och familjen vapenflugor. Inga underarter finns listade i Catalogue of Life.